# Gorunul lui Horea
Gorunul lui Horea este un monument istoric, care de fapt nu este un gorun, ci un stejar pedunculat vechi de circa 400 de ani, cu circumferința de 9 metri, aflat în Cimitirul Eroilor (Panteonul Moților) din satul Țebea, județul Hunedoara.

## Semnificație istorică
Sub acest copac, în anul 1784, Horea i-a chemat la luptă pe moții adunați, îndemnându-i la răscoală. În apropierea gorunului la circa 15 metri mai la nord este îngropat Avram Iancu, decedat la 10 septembrie 1872.
Declinul gorunului se presupune că a început în 1891–1892, odată cu construirea noii biserici (biserica cu tricolor), când, lângă gorun au fost depozitate cărămizile necesare construcției, ceea ce a creat un sol local arid. Pentru a fi protejat de distrugerea prin uscare și putrefacție, în anul 1924 a fost legat cu cercuri de oțel și cimentat în interior. Pentru a permite dezvoltarea coroanei, trunchiul arborelui a fost retezat la înălțimea de 9 metri, de unde s-a dezvoltat o creangă laterală.
Cu ocazia restaurării din 1947 aproape tot trunchiul a fost îmbrăcat în ciment, pe care s-a realizat modelul cojii de către sculptorul Radu Moga-Mânzat. Pentru susținerea crengii laterale, în 1977 a fost construit un stâlp de beton. Această ultimă creangă laterală a fost ruptă de puternica furtună care s-a abătut asupra regiunii în 19 iulie 2005. Stâlpul de beton, nemaifiind necesar, a fost demolat. Actual, din gorun nu mai există decât sarcofagul de beton al trunchiului.
Din ramura ruptă în 2005 s-a cioplit o cruce de 1,8 m, Crucea lui Horea, amplasată alături de mormântul lui Avram Iancu. Inaugurarea crucii a avut loc la 30 aprilie 2006. Din 2007 crucea este protejată de o vitrină de sticlă.

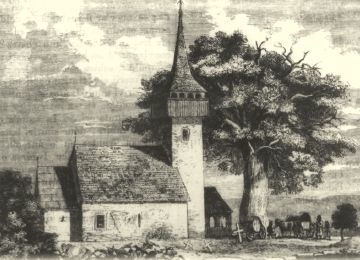
Gorunul lui Horea și vechea biserică din Țebea la 1848
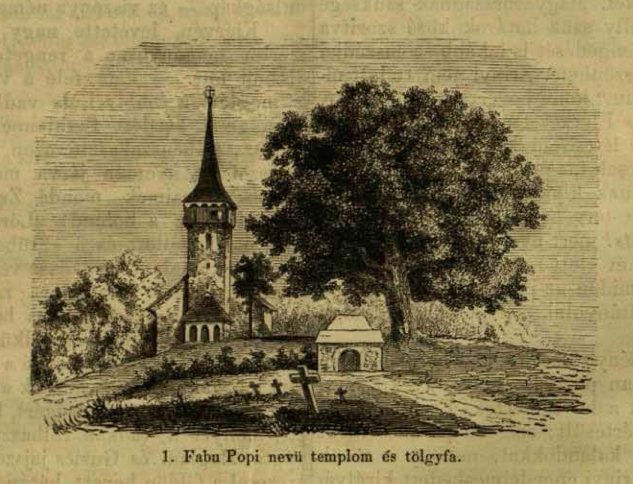
Gorunul lui Horea și vechea biserică din Țebea într-o imagine de epocă din 1858
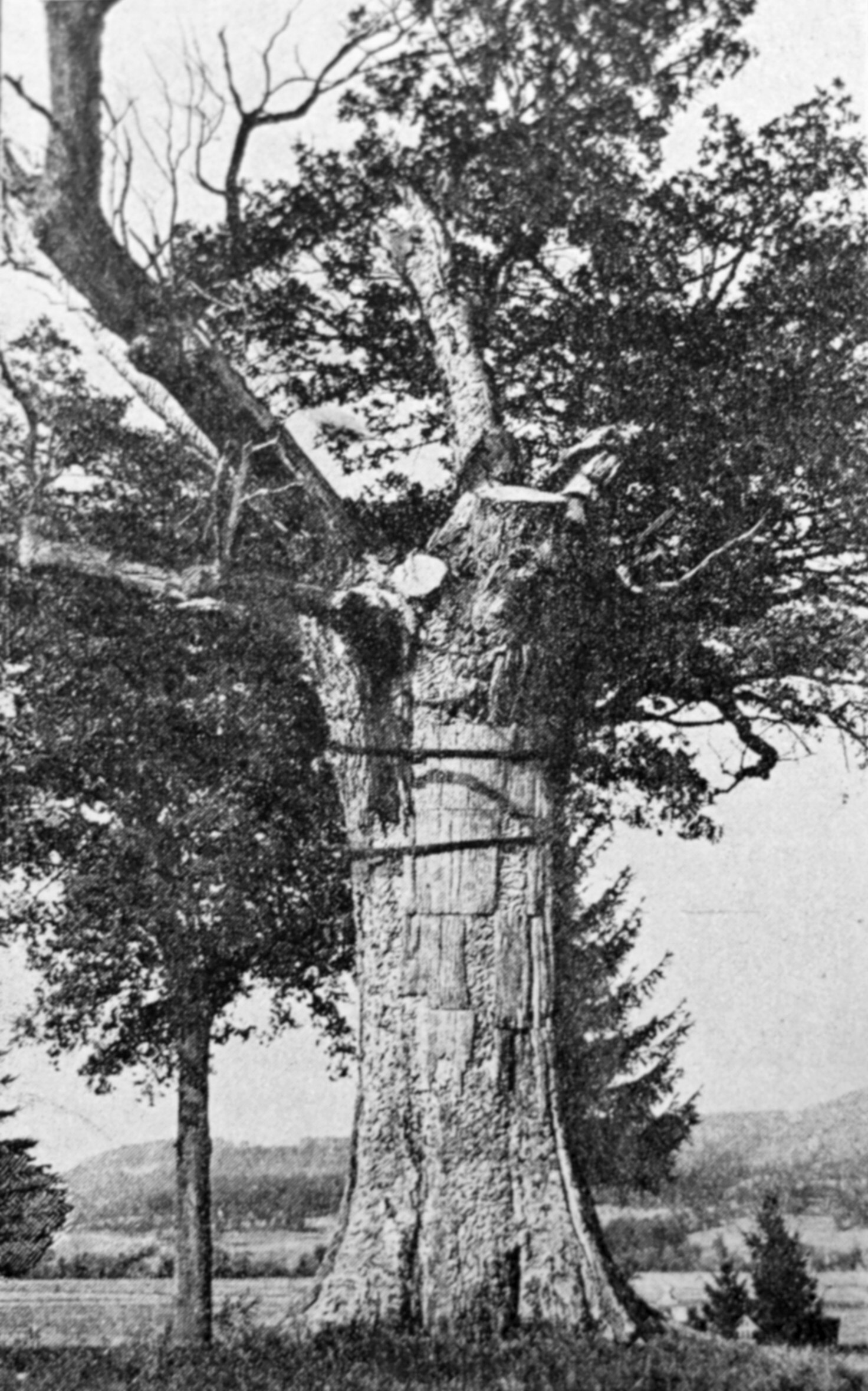
Gorunul lui Horea între 1924-1947
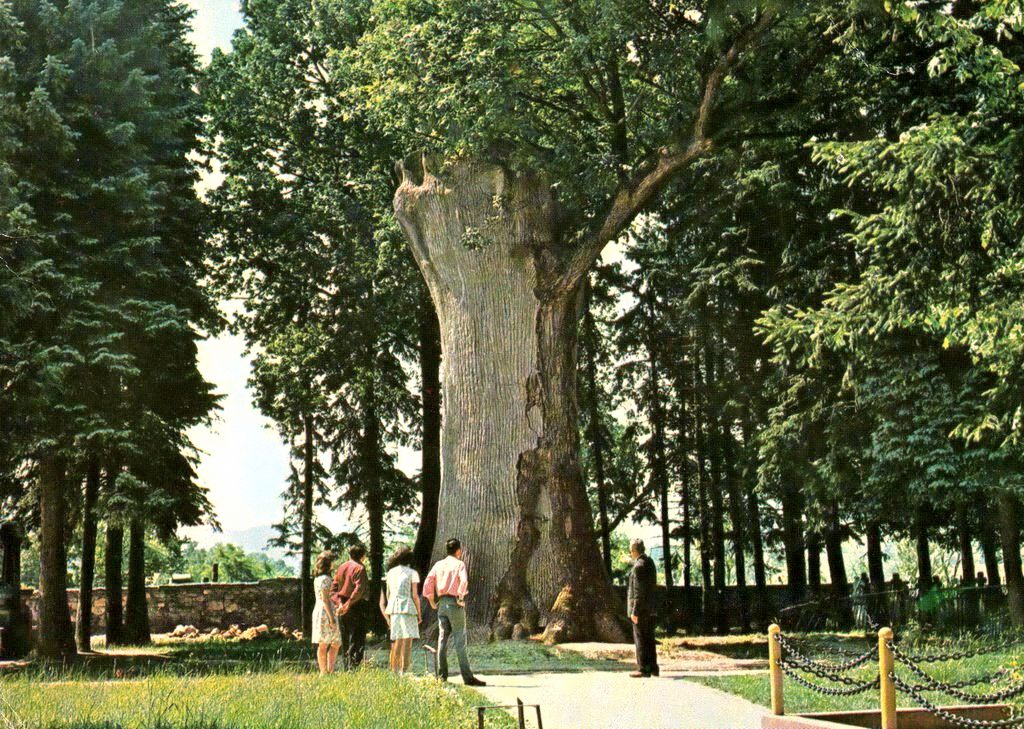
Gorunul lui Horea în anii 1970
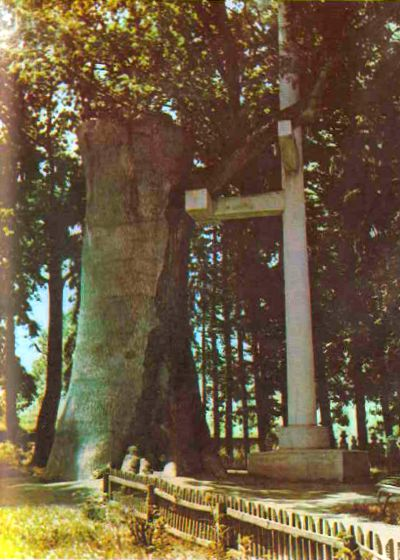
Gorunul lui Horea în anii 1980
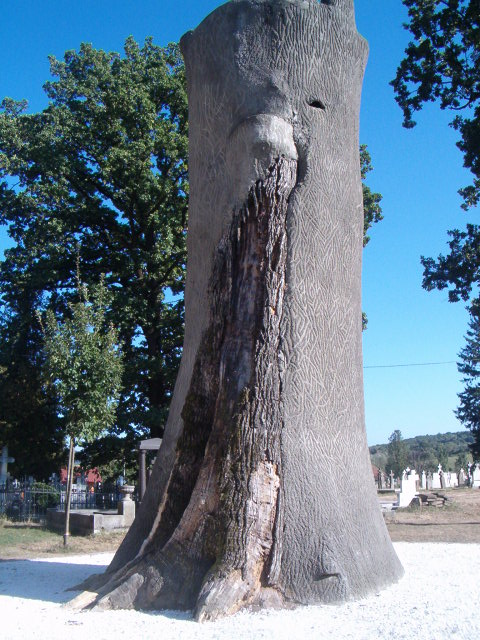
Gorunul lui Horea după 2005
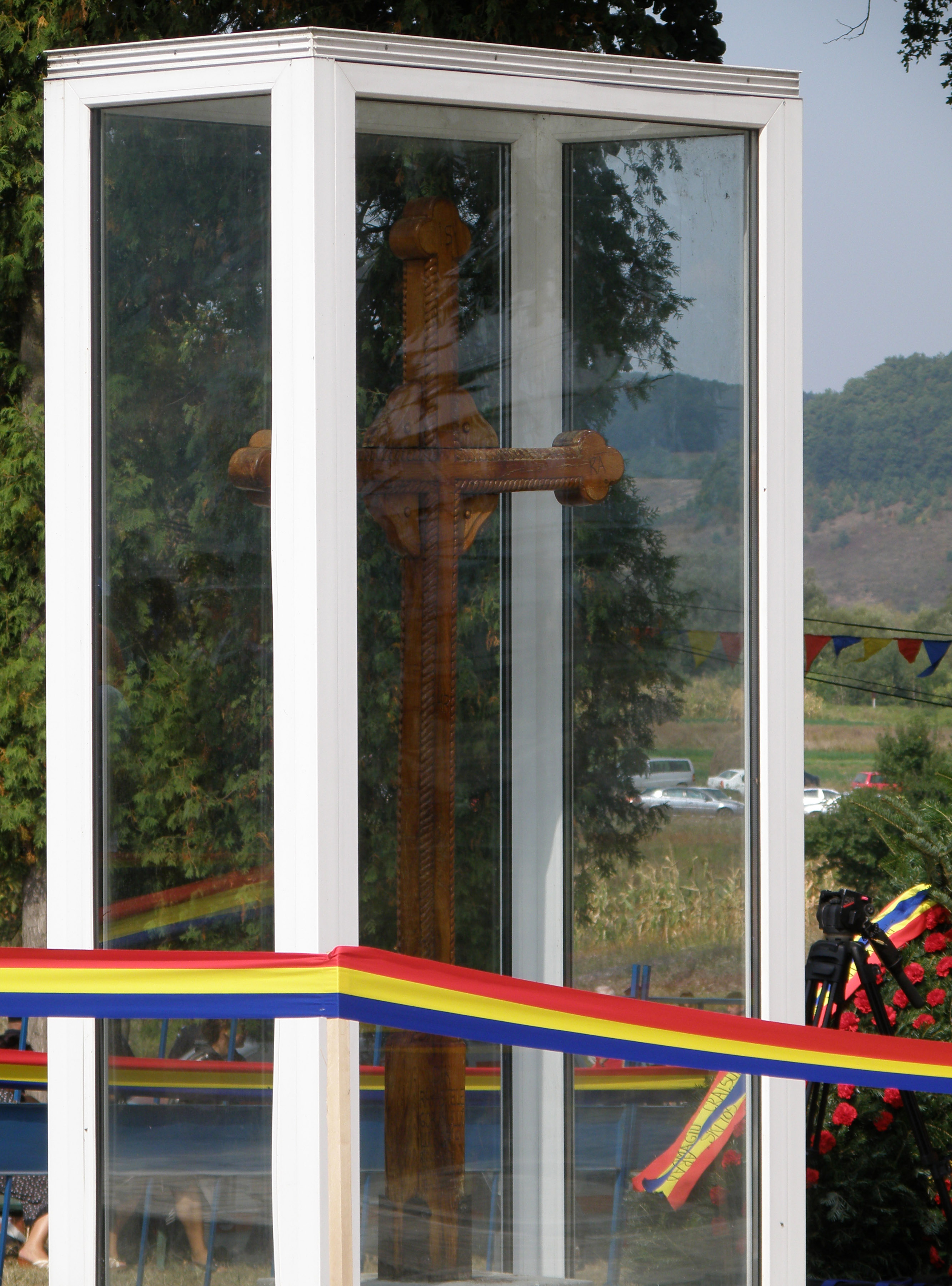
Crucea lui Horea
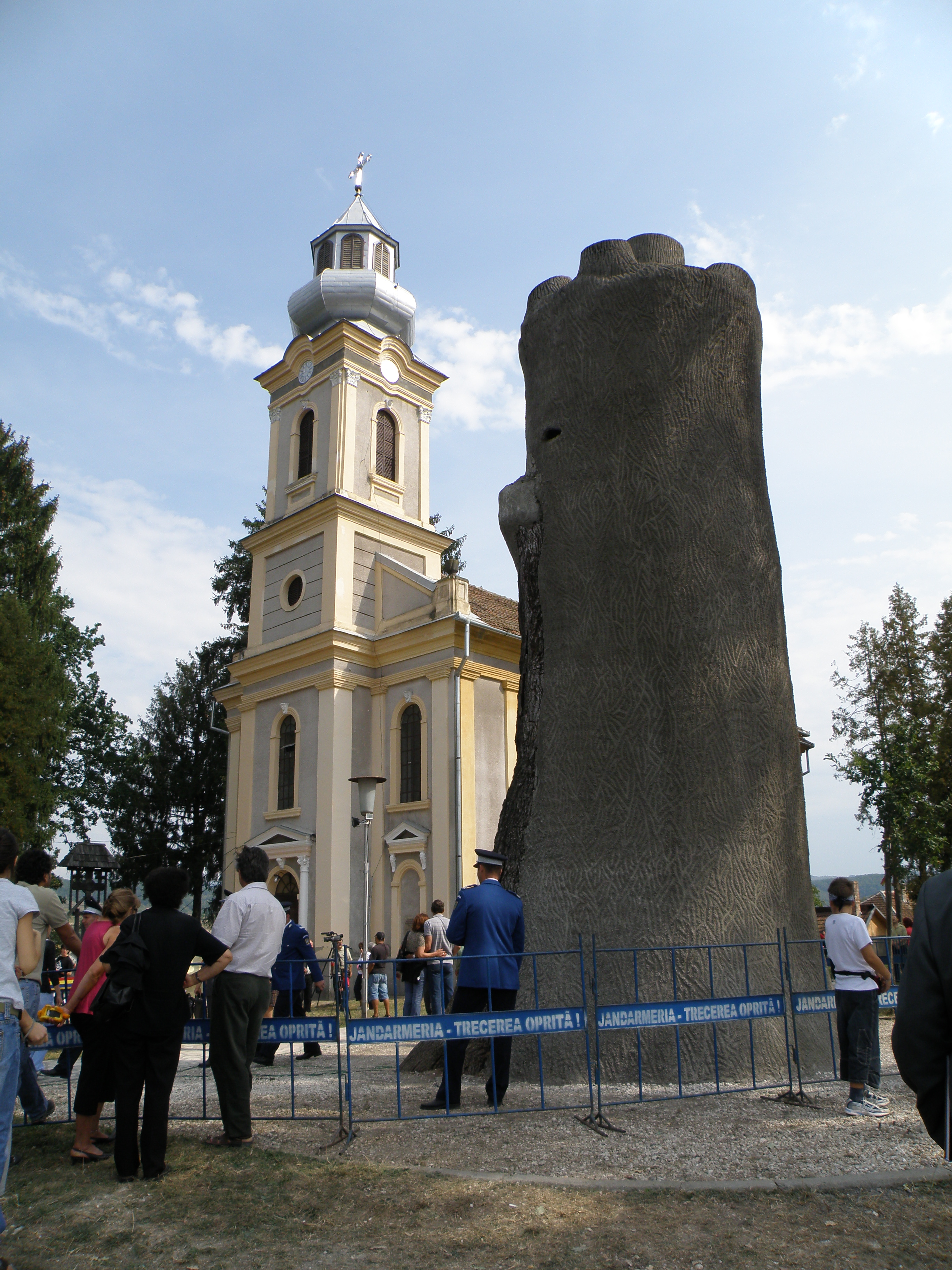
Gorunul lui Horea și biserica cu tricolor
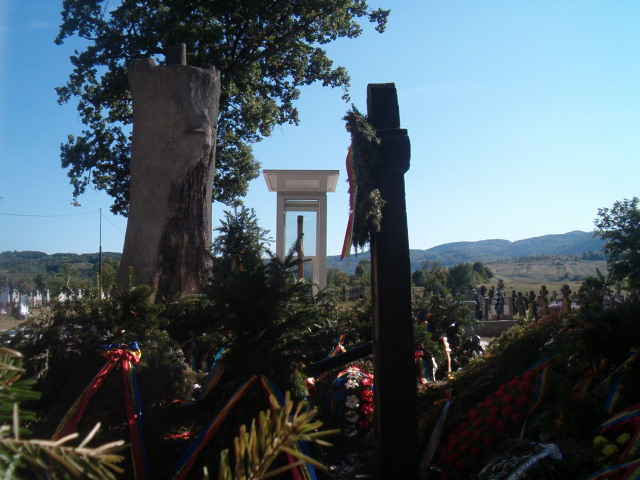
Mormântul lui Avram Iancu și gorunul lui Horea

## Alți goruni plantați la Țebea
În decursul timpului, în semn de recunoștință pentru eroii moților și ai neamului românesc, au mai plantat goruni în Cimitirul Eroilor de la Țebea conducători ai națiunii cum ar fi regele Ferdinand I și regina Maria, Nicolae Ceaușescu și Traian Băsescu.